# Glenn Zottola
Glenn Paul Zottola (* 28. April 1947 in Port Chester) ist ein US-amerikanischer Jazztrompeter (auch Flügelhorn, Saxophone) des Swing und Mainstream Jazz.

## Leben und Wirken
Zottola stammt aus einer musikalischen Familie; sein Vater Frank Zottola war Arrangeur und Trompeter bei Claude Thornhill, sein Bruder Bob spielte bei Slide Hampton Trompete. Bereits als Dreizehnjähriger trat Glenn im New Yorker Jazzclub der Familie, dem Something Else u. a. mit Tommy Flanagan, Booker Ervin und Ray Bryant auf; als Siebzehnjähriger spielte er in der Glenn Miller Ghost Band unter Leitung von Buddy DeFranco. 1964 trat er mit dem Rod Levitt Oktett auf dem Newport Jazz Festival auf. In den 1960er-Jahren spielte er u. a. bei Bobby Hackett und Lionel Hampton, in den 70ern in Broadwayshows. Erste Aufnahmen entstanden 1979 bei Mousey Alexander bzw. Butch Miles. 1980 nahm er erstmals unter eigenem Namen auf; bei dem Livemitschnitt aus dem Jazzclub Eddie Condon’s spielte er mit Al Klink, Harold Danko und Al Harewood.
In den 1980er-Jahren spielte Zottola eine Reihe von Alben mit eigenen Bands ein, trat in New Yorker Jazzclubs wie dem Fat Tuesday’s auf und arbeitete daneben mit Bob Wilber, George Masso, Stella Lawson, George Kelly, Carrie Smith, Maxine Sullivan und Peggy Lee, Anfang der 1990er-Jahre noch mit Peanuts Hucko, Hugh Barlow und Steve Allen. Im Bereich des Jazz war er zwischen 1979 und 1994 an 46 Aufnahmesessions beteiligt.

## Lexikalischer Eintrag
- Leonard Feather, Ira Gitler: The Biographical Encyclopedia of Jazz. Oxford University Press, New York 1999, ISBN 0-19-532000-X.